# Xystrota scintillans
Xystrota scintillans là một loài bướm đêm trong họ Geometridae.